# Setesdal

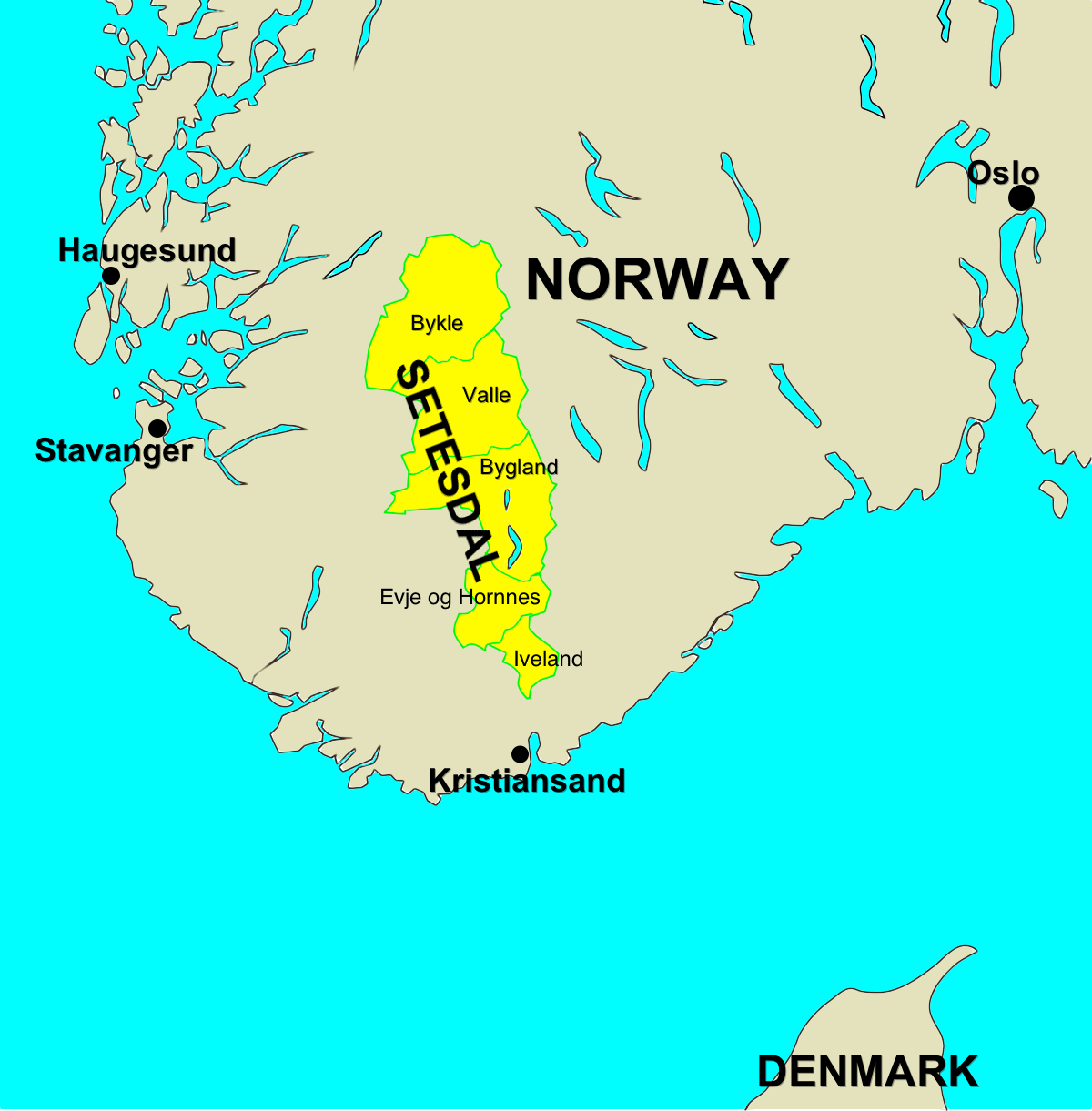
Setesdal ligger norr om Kristiansand

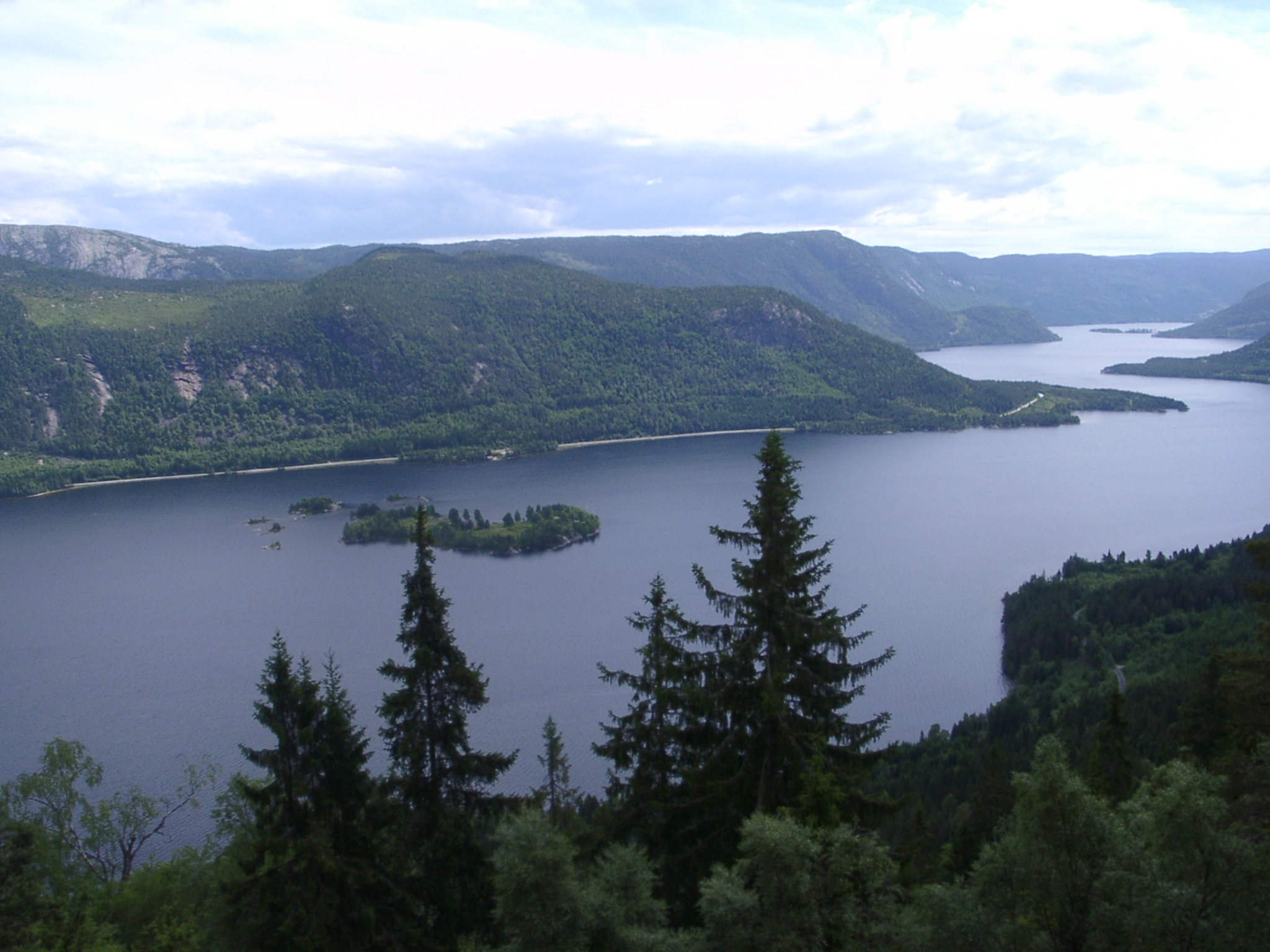
Mitt i Setesdal ligger den stora Byglandsfjorden

Setesdal (i äldre svenska uppslagsverk kallat Setesdalen) är ett område i Agder fylke i södra Norge.
Dalen genomflödas av älven Otra, som kantas av det insjörika fjällområdet Setesdalheiene. Otra är i sin övre del en mycket trång dalrämna, som ibland vidgar sig i form av stora kittlar. Längst norr i dalgången ligger Hovden, skidcentrum och inkörsport till fjällmassivet Hardangervidda. Längre söderut är dalen bredare och innesluter flera sjöar, bland vilka Byglandsfjorden (40,1 km², 202 meter över havet) är störst.
Ursprungligen användes namnet Setesdal bara om den nordligaste av dalen, omfattande kommunerna Bykle och Valle, medan området därunder var känt som Otrudal (från älvens namn). Senare försköts gränden söderut så att även kommunen Bygland räknades in. Idag kallas hela dalen Setesdal och innefattar därmed även kommunerna Iveland och Evje og Hornnes.
Området har stolta traditioner beträffande silversmide. Ända till långt in på 1800-talet var Setesdalen en undangömd och avstängd dal med primitiva vägförbindelser; gamla bruk i fråga om byggnadssätt, dräkt och levnadssätt kunde därför liksom språkformer bevaras jämförelsevis oberörda ända till nyaste tid.